# Oberea macilenta
Oberea macilenta är en skalbaggsart som först beskrevs av Newman 1842.  Oberea macilenta ingår i släktet Oberea och familjen långhorningar.
Artens utbredningsområde är Filippinerna. Inga underarter finns listade i Catalogue of Life.